# Puyo
Puyo, chiamata anche El Puyo, è una città dell'Ecuador, capoluogo della provincia del Pastaza. Nel 2010 la città contava circa 36.000 abitanti.
La città fu fondata nel 1899. Situata tra Baños e le città di Tena e Macas, Puyo è stata per decenni il centro commerciale, culturale e politico della regione, anche se, in seguito al ritrovamento di giacimenti petroliferi, il baricentro economico dell'area si è spostato nella zona di Lago Agrio.

## Geografia fisica
La città è situata sulle rive del fiume omonimo, un affluente del fiume Pastaza, a sua volta tributario del Marañón, uno dei bracci principali del Rio delle Amazzoni. Puyo, circondata da una vegetazione rigogliosa, è l'avamposto per tutti coloro che desiderano inoltrarsi nelle regioni amazzoniche dell'Ecuador. Circa 50 km a sud-est di Puyo si erge la cima di El Altar (5319 m s.l.m.)
Il clima presenta variazioni stagionali relativamente piccole, di giorno la temperatura è in genere compresa tra 18 e i 24 °C, il tempo è per lo più soleggiato con brevi, ma intensi acquazzoni.

## Infrastrutture e trasporti
Nella vicina cittadina di Shell, circa 10 chilometri a nord-ovest di Puyo, si trova un piccolo aeroporto dal quale velivoli di piccole dimensioni, privati e commerciali, collegano la regione con le piste di atterraggio in Amazzonia, ed occasionalmente con la capitale Quito.
La strada che collega Baños a Puyo, nella sua discesa dai 1800 metri di altitudine di Baños, segue la gola del fiume Pastaza offrendo un'ottima visuale del bacino amazzonico superiore, la tratta è regolarmente percorsa da autobus di linea.